# Gisela von Netz
Gisela von Netz es una deportista alemana que compitió para la RFA en natación. Ganó una medalla de bronce en el Campeonato Europeo de Natación de 1954, en la prueba de 4 × 100 m libre.

## Palmarés internacional
| Campeonato Europeo | Campeonato Europeo | Campeonato Europeo | Campeonato Europeo |
| Año                | Lugar              | Medalla            | Prueba             |
| ------------------ | ------------------ | ------------------ | ------------------ |
| 1954               | Turín (Italia)     | Medalla de bronce  | 4 × 100 m libre    |